# Besnate
Besnate é uma comuna italiana da região da Lombardia, província de Varese, com cerca de 4.820 habitantes. Estende-se por uma área de 7 km², tendo uma densidade populacional de 689 hab/km². Faz fronteira com Arsago Seprio, Cavaria con Premezzo, Gallarate, Jerago con Orago, Mornago, Sumirago.

## Demografia
| Variação demográfica do município entre 1861 e 2011                               |
|                                                                                   |
| Fonte: Istituto Nazionale di Statistica (ISTAT) - Elaboração gráfica da Wikipedia |